# Îles Timbalier
Les îles Timbalier forment un archipel situé au sud de la baie Timbalier en Louisiane aux États-Unis. Elles sont situées sur la paroisse de Lafourche au sud de La Nouvelle-Orléans.
Les îles Timbalier se composent de plusieurs îles et îlots dont quatre principales : l'île Trimbalier (centrale), l'île trimbalier orientale, l'île Trimbalier occidentale et l'île Casse-Tête. Elles séparent le baie Timbalier du golfe du Mexique en formant une sorte de cordon littoral et transformant cette baie en une lagune. Les îles Timbalier s'étendent jusque dans la baie de Terrebonne, située à l'ouest de la baie Timbalier.
Ces îles sont filiformes, très étroites et mesurant entre cinq et dix kilomètres de long pour la plus grande d'entre elles.
Le nom lui fut attribué à l'époque de la Louisiane française. Le timbalier est le joueur de timbales.